# Katedra Najświętszej Maryi Panny w Kilkenny
Katedra Najświętszej Maryi Panny w Kilkenny (ang. St. Mary’s Cathedral) – katedra rzymskokatolicka w Kilkenny. Główna świątynia diecezji Ossory. Mieści się przy James's Street.
Budowa świątyni rozpoczęła się w 1843, zakończyła się w 1857, świątynia konsekrowana w 1857. Reprezentuje styl neogotycki. Zaprojektowana przez architekta Williama Deane Butlera. Posiada wieżę.